# Turbocharged Direct Injection

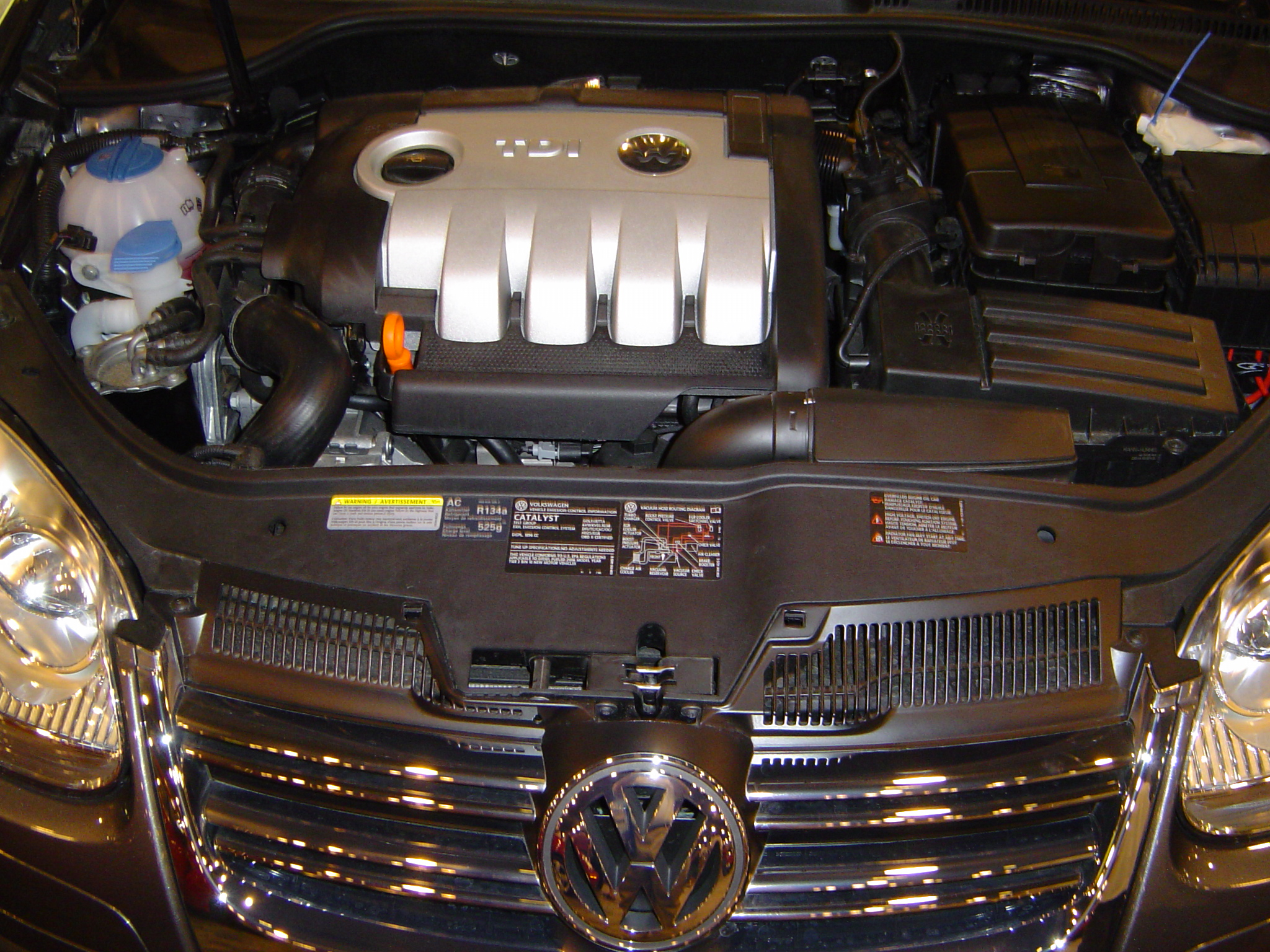
Motor 2.0 TDI-PD 103 kW ve Volkswagenu Jetta

TDI (Turbocharged Direct Injection) je obchodní název přeplňovaných vznětových motorů s přímým vstřikováním produkovaných koncernem Volkswagen. Vznětové motory označované jako SDI jsou motory stejné konstrukce, ale bez turbodmychadla, takže poskytují nižší výkon.

## Historie
V květnu roku 1989 představila automobilka FIAT jako první sériově vyráběný motor TDI v modelu Croma 1.9TDI.D 154. Jedná se o přeplňovaný řadový čtyřválec o objemu 1929 cm³ a výkonu 66kw (později 68kw). Motor vychází z původního komůrkového motoru. Oproti komůrkovému agregátu má TDI.D zesílenou klikovou hřídel, zesílené ojnice, vylepšený ostřik pístů, lepší chlazení a zcela novou hlavu válců. První generace má písty se spalovacím prostorem ve tvaru misky který se vyznačuje vyšší hlučností, ale zároveň vyšší tepelnou účinnosti motoru. Hlava osazená osmi ventily je z hliníkové slitiny a je v ní zároveň usazená vačková hřídel (rozvod OHC zubovým řemenem). Palivový systém vychází z komůrkové verze motoru. Vstřikovací čerpadlo je rotační a trysky víceotvorové (4) s označením DLLA160P171, otevírací tlak trysky je 250Bar. První generace motoru má trysky tzv. jednopružinkové což znamená že je do válce vstříknuto vždy v jednom cyklu jedna celistvá dávka paliva, tudíž je i motor hlučnější (tvrdší) a náchylnější na kouřivost. Generace druhá má vstřikovače dvoupružinkové a cyklus vstřiku je rozdělen do předstřiku a hlavní dávky (měkčí spalování) . Přeplňování zajišťuje obtokové turbodmychadlo KKK K16 a od roku 1992 turbo s proměnnou geometrií lopatek. 
Na podzim roku 1989 se motor TDI představil jako řadový pětiválec 2.5 TDI s výkonem 88 kW (120 k) osazený podélně ve voze střední třídy Audi 100 Avant. Motor plynule táhl a zrychloval již od nízkých otáček, vůz s ním dokázal jet téměř 200 km/h a přitom vykazoval spotřebu pouhých 5,7 litrů nafty na 100 km. Od té doby způsobila tato tři pověstná písmena TDI doslova revoluci ve světě vznětových motorů.
Dalším mezníkem se stal „lidovější“ motor 1.9 TDI o výkonu 66 kW (90 k), jenž se v roce 1991 dostal do nižšího modelu Audi 80. V roce 1993 jej dostala také třetí generace lidového vozu Golf, včetně verze kabriolet. V roce 1995 se světu představila její silnější verze s výkonem 81 kW (110 k) a variabilní geometrií lopatek turbodmychadla VGT. Obě varianty se od roku 1996 montovaly i do první generace Škody Octavia nebo do Seatu Toledo první generace postaveném na základě Golfu II.
Obliba TDI rychle rostla a tak v roce 1997 dostala nová generace modelu Audi A6 motor 2.5 V6 TDI o výkonu 110 kW (150 k). Vzhledem k tomu, že tento agregát nebyl dostatečně pružný, přišla automobilka v roce 2000 s novou verzí motoru 2.5 V6 TDI s výkonem 132 kW (180 k).
V roce 1999 se dočkali i nejnáročnější motoristé, protože přeplňovaný přímovstřikový diesel dostala i největší limuzína Audi A8 první generace. Jednalo se o osmiválcový motor 3.3 TDI s výkonem 165 kW (224 k) a přímým vstřikováním Common-Rail (zkráceně CR). Zatím nejmenší motor s označením TDI prodávaný od roku 1999 má tři válce, výkon 45 kW (61 k), objem 1.2 l (přesný objem 1191 cm3), spotřebu 3 litry nafty na 100 km a je spojen se sekvenční převodovkou Tiptronic a osazován do vozů VW Lupo 3L a Audi A2. Roli turbodieselu „pro masy“ však měl zastávat tříválec 1.4 TDI, který vznikl „uříznutím“ jednoho válce z legendární čtyřválcové 1.9 TDI. Od roku 2000 se také začalo do všech modelů v koncernu VW průběžně montovat vysokotlaké vstřikování čerpadlo-tryska označované zkratkou PD (z německého názvu Pumpe-Düse), které mělo vstřikovací tlak až 2050 barů. Začalo se pak, podle nepsaného pravidla, tyto motory laicky označovat TDI-PD. Rok 2003 znamenal debut pro motor 4.0 V8 TDI 202 kW (275 k) s řadou inovativních řešení, které se zároveň staly základem pro novější šestiválce 3.0 TDI CR 165 kW (225 k). Motorickou lahůdkou byl desetiválec 5.0 V10 TDI montovaný například do VW Touareg nebo VW Phaeton, který však musel být pro nesplnění emisních norem Euro IV nahrazen osmiválcem 4.2 V8 TDI.
Závodní vůz Audi R10 TDI osazený dvanáctiválcem TDI o výkonu 480 kW (654 k) zvítězil v letech 2006, 2007 a 2008 třikrát po sobě v závodě 24 hodin Le Mans.
Na přelomu let 2007/2008 se z nabídky koncernu VW začínají postupně vytrácet všechny verze TDI motorů se vstřikováním PD a pozvolna je začínají nahrazovat motory se systémem CR, jež jsou výrazně kultivovanější a tišší. V průběhu roku 2010 nabídka motorů TDI-PD úplně zmizela a nahradily je motory 1.6 TDI CR ve výkonech 55, 66 a 77 kW, tříválcová 1.2 TDI CR 55 kW (přesný objem 1199 cm3), jež nemá s původní 1.2 TDI-PD nic společného, a 2.0 TDI CR.
Třešničkou na dortu sériově vyráběných TDI je motor 6.0 V12 TDI s výkonem 368 kW (500 k) a točivým momentem rovných 1000 Nm v širokém spektru 1750 - 3250 otáček za minutu. Ten se dodává do vozů Audi Q7 V12 TDI výhradně s pohonem všech kol a sekvenční převodovkou Tiptronic.

## Falšování emisí firmou Volkswagen
V září 2015 vydala americká Agentura pro ochranu životního prostředí (EPA) prohlášení, ve kterém zmiňuje, že firma Volkswagen manipuluje s motorovým softwarem na dieselových TDI motorech a porušuje tím emisní limity.  22. září se Michael Horn, prezident americké pobočky Volkswagenu veřejnosti omluvil za své chování. Dieselové motory TDI se softwarem pro falšování emisí údajně obsahuje asi 11 miliónů aut. Akcie firmy během několika dní propadly zhruba o třetinu.
Dne 2. listopadu agentura EPA oznámil, že rozšířil vyšetřování koncernu Volkswagen též na automobily z modelových let 2014 až 2016 s šestiválcovými naftovými motory TDI o objemu tři litry. Má se týkat asi 10 tisíc vozů Volkswagen Touareg z modelového roku 2014, Porsche Cayenne z modelového roku 2015 a Audi A6 Quattro, Audi A7 Quattro, Audi A8 a Audi Q5 z modelového roku 2016.

## Princip vstřikování motorů TDI
U běžných vznětových motorů s nepřímým vstřikováním paliva dochází ke vstřikování do oddělené předkomůrky a odtud se směs teprve dostává do válce. Ovšem u přeplňovaného vznětového motoru s přímým vstřikováním paliva tryska vstřikovače rozprašuje palivo přímo do spalovacího prostoru vytvořeném ve dně pístu. Přísun dostatečného množství vzduchu zajišťuje turbodmychadlo, u výkonnějších verzí s variabilní geometrií lopatek VGT (např. 1.9 TDI 81 kW). První generace motorů má elektronicky řízené rotační vstřikovací čerpadlo a dvoupružinkové vstřikovače. Další generace už pracuje se systémem PD (čerpadlo-tryska) kdy čerpadlo a tryska tvoří jeden komponent umístěný v hlavě válců poháněný od vačkové hřídele a ovládaný elektronicky.